# Optičko pumpanje
Optičko pumpanje je prevođenje elektrona na višu energetsku razinu obasjavanjem atoma ili molekula u plinovitom, tekućem ili čvrstome stanju fotonima određene energije. Primjenjuje se i bitno je za rad lasera i masera, kod kojih se unutar sustava održava stalna popunjenost viših energetskih razina (takozvana inverzija populacije) s kojih se elektroni spontano vraćaju u osnovno stanje emisijom monokromatskoga koherentnog zračenja.

## Građa lasera
Laser se sastoji od 3 osnovna dijela:
- energija za pobuđivanje medija ili laserska pumpa (optičko pumpanje),
- laserski medij ili laserski materijal,
- dva ili više ogledala (zrcala) koji tvore rezonantnu šupljinu ili optički rezonator.

### Laserska pumpa
Laserska pumpa (engl. pump source) je dio koji osigurava energiju za rad lasera. Kao laserska pumpa mogu biti električno pražnjenje naboja, bljeskalica (engl. flashlamp), elektrolučna svjetiljka, svjetlo s drugog lasera, kemijska reakcija ili čak eksplozivno sredstvo. Koja će se vrsta laserske pumpe upotrijebiti, ovisi o laserskom materijalu. Tako na primjer, He-Ne laser (Helij – Neon) koristi električno pražnjenje naboja u plinskoj mješavini helija i neona, Nd:YAG laser koristi ili fokusirano svjetlo sa ksenon bljeskalice ili lasersku diodu, a ekscimer laser koristi kemijsku reakciju.